# 금관가야의 왕후 목록
다음은 금관가야(金官加耶)의 역대 왕후(王后)이다. 11대 미상은 김해 김씨(金海 金氏) 족보(族譜)에서는 확인되나, 삼국사기(三國史記)에는 기록되어 있지 않다.

## 역대 왕후
- 가락국(駕洛國)의 1대 태후(太后) 정견모주(正見母主)
- 가락국(駕洛國)의 1대 왕후(王后) 허황옥(許黃玉)
- 가락국(駕洛國)의 2대 왕후(王后) 모정부인(慕貞夫人)
- 가락국(駕洛國)의 3대 왕후(王后) 호구부인(好仇夫人)
- 가락국(駕洛國)의 4대 왕후(王后) 아지부인(阿志夫人)
- 가락국(駕洛國)의 5대 왕후(王后) 정신부인(貞信夫人)
- 가락국(駕洛國)의 6대 페비(廢妃) 용녀(傭女)
- 가락국(駕洛國)의 6대 후궁(後宮) 복수부인(福壽夫人)
- 가락국(駕洛國) 7대 왕후(王后) 인덕부인(仁德夫人)
- 가락국(駕洛國)의 8대 왕후(王后) 방원부인(邦媛夫人)
- 가락국(駕洛國) 9대 왕후(王后) 숙부인(淑夫人)
- 가락국(駕洛國) 10대 왕후(王后) 계화부인(桂花夫人)

## 같이 보기
- 북부여의 왕후 목록
- 동부여의 왕후 목록
- 갈사국의 왕후 목록
- 부여의 왕후 목록
- 고구려의 왕후 목록
- 소고구려의 왕후 목록
- 보덕국의 왕후
- 백제의 왕후 목록
- 부흥운동의 왕후 목록
- 신라의 왕후 목록
- 금관가야의 왕후
- 대가야의 왕후 목록
- 발해의 왕후 목록
- 후발해의 왕후 목록
- 대발해의 왕후 목록
- 흥료국의 왕후 목록